# Brénaz

Brénaz este o comună în departamentul Ain din estul Franței.